# Mihail Polihroniade
Mihail Polihroniade (n. 17 septembrie 1906, Brăila – d. 22 septembrie 1939, Închisoarea Râmnicu Sărat) a fost doctor în drept, ziarist, publicist, membru al Mișcării Legionare, comandantul Garnizoanei Legionare București și istoric amator.

## Activitatea politică
La începutul anilor ’30, Polihroniade a aderat la Mișcarea Legionară angrenându-l și pe prietenul său Constantin Noica, să colaboreze la revistele „Axa” și „Dreapta”. El a înființat un cuib pe care l-a numit Axa, deseori confundat cu vechiul cuib Axa, care redactase revista cu același nume, desființată de cenzură și care fusese sub patronajul lui Ionel Moța. Din cuibul de legionari Axa au făcut parte și Ion Moța, Vasile Cristescu și Mircea Eliade, care au colaborat și la revista cu același nume.
Polihroniade a fost promovat Comandant Legionar și membru în Senatul legionar. Eugen Ionescu a menționat că, înainte de a se îndrepta spre extrema dreaptă legionară, Polihroniade a fost comunist.
Mircea Eliade îl considera pe Polihroniade că ar fi „singurul filosemit de la noi“ pe motiv că acesta nu accepta ca cetățenii aceleiași țări să nu aibă drepturi egale și nu împărtășea  „soluția legionară“ a problemei evreiești. Conform articolului „Dreapta Românească”, publicat în ziarul „Curentul” din ziua de 26 ianuarie 1933, Polihroniade își expunea viziunea privind „problema evreiască” astfel:
„A crede însă că pe baza unei formule simpliste și cu strigătul „Jos Jidanii” vei rezolva multiplele probleme ale statului modern și ale celui român; a crede că pe baza formulelor parlamentare, economice și sociale perimate cărora le vei adăuga corectivul antisemit vei putea face față haosului actual este nu numai o eroare ci și o copilărie.
Oricare ar fi succesele electorale ale cuzismului și oricât de puternic ar fi curentul antisemit — și este — acțiunea politică antisemită va fi întotdeauna limitată de primarismul ei doctrinar și tactic. Să ne înțelegem! Recunosc că există o problemă semită în România, problemă gravă și care mai curând sau mai târziu va trebui să fie rezolvată fie prin deparazitare, fie prin asimilare fie prin ambele metode. Această rezolvare nu poate veni însă decât de la o doctrină organică și coherent naționalistă, care să plaseze și să rezolve problema semită în cadrul unei întregi politici de stat, astăzi însă problema semită nu-i nici cea mai gravă nici — și aceasta-i relevant în discuție — cea mai presantă, care se pune României.”
Polihroniade a fost fondator și participant activ la presa legionară, redactor șef al ziarului Buna Vestire, secretar de redacție la revista "Vremea", din 1928 în 1931, și a colaborat intens la publicațiile "Axa" (membru fondator), "Cuvântul Studențesc", "Criterion", "Sfarmă-Piatră", ș.a.
În decembrie 1937 a fost ales parlamentar pe listele Partidului Totul Pentru Țară.
În anul 1938, în perioada luptei regelui Carol al II-lea al României împotriva legionarilor, a fost încarcerat împreună cu mulți alți legionari în lagărul de la Miercurea Ciuc, de unde a fost transferat la închisoarea din Râmnicu-Sărat. La 21 / 22 septembrie 1939 Polihroniade s-a numărat printre cei 252 legionari care au fost uciși fără judecată.
În 1940, pe timpul Statului Național-Legionar, Polihroniade a fost achitat și reabilitat post-mortem.

## Legionarii despre Polihroniade
Horia Cosmovici scria în ziarul legionar Buna Vestire din 29 septembrie 1940 că: Mihail Polihroniade îmi este șef de cuib. Viața legionară am început-o lângă el. Pentru orice am adus și aduc bun Legiunii, îi mulțumesc.
Mircea Eliade mărturisea că adevăratul autor al faimoasei sale contribuții din Buna Vestire, 17 decembrie 1937, intitulată „De ce cred în biruința Mișcării Legionare“, ar fi fost Mișu Polihroniade.

## Opera
A lăsat în urmă următoarele volume:
- Criza Naționalismului (o analiză sintetică a situației ideologice din România anului 1929). București, 1929
- Domnia lui Carol I (vol. I - 1866-1877). Editura Vremea, București, 1937, 384 pag (în colaborare cu Alexandru Tell Christian).
- Tineretul și politica externă, București, 1937: reeditare în Colecția Omul Nou, Salzburg, 1952.
- Biografia lui Vasile Marin. Ediție îngrijită și postfață de Radu Dan Vlad, București, Editura Majadahonda, 1997